# Dürrröhrsdorf-Dittersbach

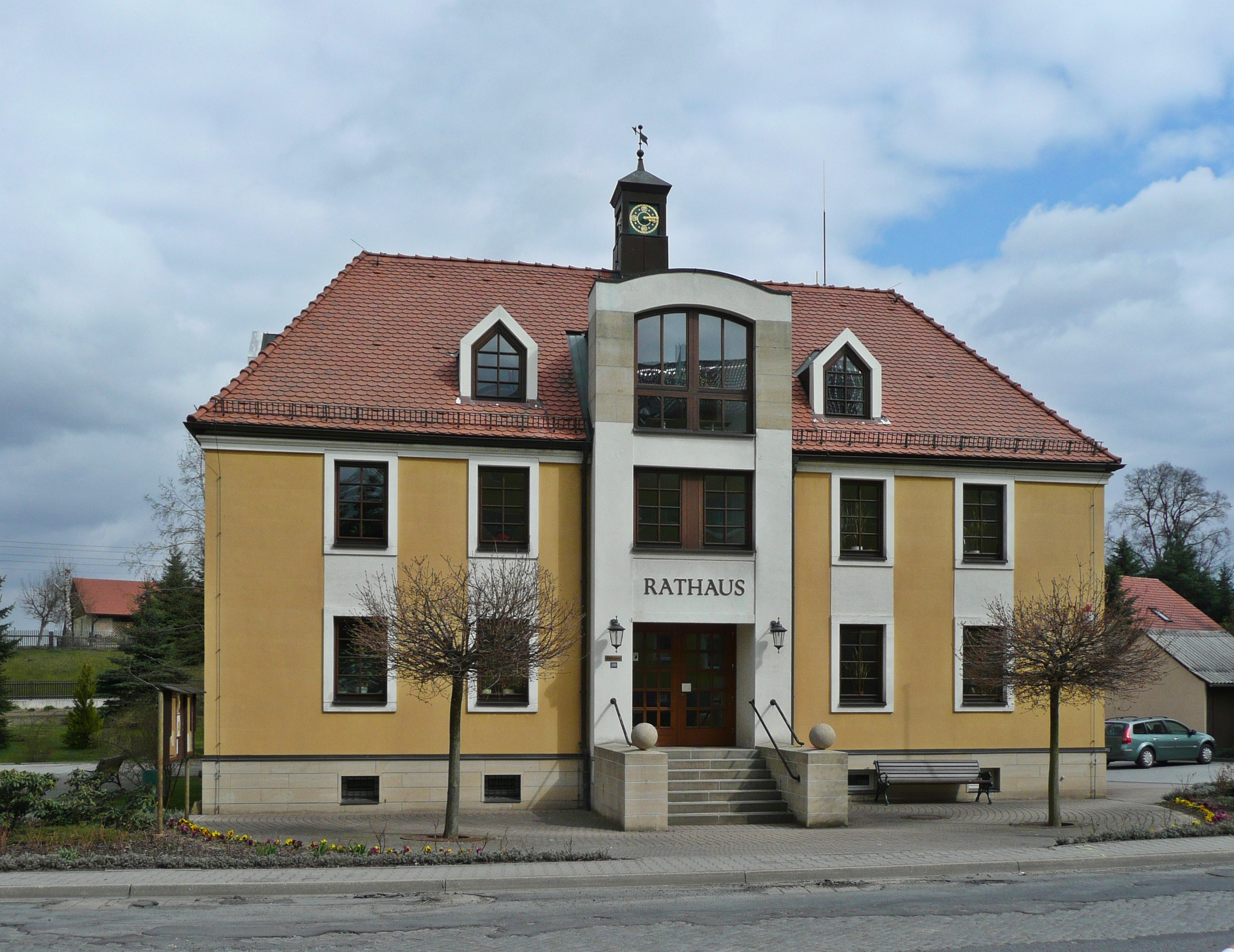
Das Rathaus von Dürrröhrsdorf-Dittersbach in Dürrröhrsdorf

Dürrröhrsdorf-Dittersbach ist eine Gemeinde im Landkreis Sächsische Schweiz-Osterzgebirge in Sachsen.

## Geographie
Die Gemeinde Dürrröhrsdorf-Dittersbach liegt zwischen Dresden, Pirna und Stolpen im Tal der Wesenitz, ihren Nebentälern und den umliegenden Hochflächen. Westlich von Dittersbach steigt das Gelände zum Schönfelder Hochland hin an.

### Gemeindegliederung
Die Gemeinde besteht neben den beiden namengebenden Orten Dürrröhrsdorf und Dittersbach aus den Ortsteilen Dobra, Elbersdorf, Porschendorf, Stürza, Wilschdorf und Wünschendorf.

## Geschichte
Die Gemeinde Dürrröhrsdorf-Dittersbach entstand 1965 durch den Zusammenschluss von Dürrröhrsdorf und Dittersbach. Zum 1. Januar 1994 wurden die Gemeinden Porschendorf (mit Elbersdorf), Stürza (mit Dobra) und Wünschendorf eingemeindet, fünf Jahre später auch Wilschdorf.

## Politik

### Gemeinderat
Seit der Gemeinderatswahl am 9. Juni 2024 verteilen sich die 14 Sitze des Gemeinderates folgendermaßen auf die einzelnen Gruppierungen (in Klammer die Veränderungen zu 2019):
- Unabhängige Bürger (UB): 6 Sitze (−2)
- Ehrenamt Feuerwehr (EFW): 4 Sitze (±0)
- Wählervereinigung Familie (Wv Fam): 2 Sitze (−1)
- CDU: 1 Sitz (±0)
- AfD: 1 Sitz (+1)

| Gemeinderat ab 2024Insgesamt 14 Sitze - UB: 6 - EFW: 4 - WV F: 2 - CDU: 1 - AfD: 1 Zwei Sitze der AfD bleiben unbesetzt. Der Gemeinderat verkleinert sich entsprechend. | Liste                                                                      | 2024   | 2024   | 2020   | 2020   | 2014   | 2014   |
| Gemeinderat ab 2024Insgesamt 14 Sitze - UB: 6 - EFW: 4 - WV F: 2 - CDU: 1 - AfD: 1 Zwei Sitze der AfD bleiben unbesetzt. Der Gemeinderat verkleinert sich entsprechend. | Liste                                                                      | Sitze  | in %   | Sitze  | in %   | Sitze  | in %   |
| Gemeinderat ab 2024Insgesamt 14 Sitze - UB: 6 - EFW: 4 - WV F: 2 - CDU: 1 - AfD: 1 Zwei Sitze der AfD bleiben unbesetzt. Der Gemeinderat verkleinert sich entsprechend. | Unabhängige Bürger                                                         | 6      | 37,1   | 8      | 48,6   | 8      | 43,9   |
| Gemeinderat ab 2024Insgesamt 14 Sitze - UB: 6 - EFW: 4 - WV F: 2 - CDU: 1 - AfD: 1 Zwei Sitze der AfD bleiben unbesetzt. Der Gemeinderat verkleinert sich entsprechend. | Ehrenamt Feuerwehr                                                         | 4      | 27,2   | 4      | 22,5   | –      | –      |
| Gemeinderat ab 2024Insgesamt 14 Sitze - UB: 6 - EFW: 4 - WV F: 2 - CDU: 1 - AfD: 1 Zwei Sitze der AfD bleiben unbesetzt. Der Gemeinderat verkleinert sich entsprechend. | AfD                                                                        | 1      | 17,7   | –      | –      | –      | –      |
| Gemeinderat ab 2024Insgesamt 14 Sitze - UB: 6 - EFW: 4 - WV F: 2 - CDU: 1 - AfD: 1 Zwei Sitze der AfD bleiben unbesetzt. Der Gemeinderat verkleinert sich entsprechend. | Wählervereinigung Familie                                                  | 2      | 11,4   | 3      | 18,8   | –      | –      |
| Gemeinderat ab 2024Insgesamt 14 Sitze - UB: 6 - EFW: 4 - WV F: 2 - CDU: 1 - AfD: 1 Zwei Sitze der AfD bleiben unbesetzt. Der Gemeinderat verkleinert sich entsprechend. | CDU                                                                        | 1      | 6,6    | 1      | 6,7    | 6      | 36,3   |
| Gemeinderat ab 2024Insgesamt 14 Sitze - UB: 6 - EFW: 4 - WV F: 2 - CDU: 1 - AfD: 1 Zwei Sitze der AfD bleiben unbesetzt. Der Gemeinderat verkleinert sich entsprechend. | FWGDo                                                                      | –      | –      | –      | 3,3    | 1      | 10,1   |
| Gemeinderat ab 2024Insgesamt 14 Sitze - UB: 6 - EFW: 4 - WV F: 2 - CDU: 1 - AfD: 1 Zwei Sitze der AfD bleiben unbesetzt. Der Gemeinderat verkleinert sich entsprechend. | WvWe                                                                       | –      | –      | –      | –      | 1      | 9,7    |
| Gemeinderat ab 2024Insgesamt 14 Sitze - UB: 6 - EFW: 4 - WV F: 2 - CDU: 1 - AfD: 1 Zwei Sitze der AfD bleiben unbesetzt. Der Gemeinderat verkleinert sich entsprechend. | Wahlbeteiligung                                                            | 76,8 % | 76,8 % | 41,8 % | 41,8 % | 59,1 % | 59,1 % |
| Gemeinderat ab 2024Insgesamt 14 Sitze - UB: 6 - EFW: 4 - WV F: 2 - CDU: 1 - AfD: 1 Zwei Sitze der AfD bleiben unbesetzt. Der Gemeinderat verkleinert sich entsprechend. | Die Gemeinderatswahl 2019 wurde am 12. Juli 2020 als Neuwahl durchgeführt. |        |        |        |        |        |        |

### Bürgermeister
Michael Steglich (Unabhängige Bürger) wurde bei der Direktwahl am 12. Juni 2022 mit 68,6 % der Stimmen gewählt. Er löste damit Jens-Ole Timmermann (UB) im Amt ab, der 2015 auf Jochen Frank folgte und 2022 nicht mehr antrat.
| Wahl | Bürgermeister           | Vorschlag | Wahlergebnis (in %) |
| ---- | ----------------------- | --------- | ------------------- |
| 2022 | Jochen Michael Steglich | UB        | 68,6                |
| 2015 | Jens-Ole Timmermann     | UB        | 59,9                |
| 2008 | Jochen Frank            | UB        | 98,0                |
| 2001 | Jochen Frank            | UB        | 62,0                |
| 1994 | Bodo Timmreck           | CDU       | 62,8                |

### Partnergemeinden
Die Partnergemeinde von Dürrröhrsdorf-Dittersbach ist Freudenberg (Oberpfalz) in der bayerischen Oberpfalz. Die drei befreundeten Gemeinden Frickingen, Obersontheim und Böttingen liegen alle in Baden-Württemberg.

## Kultur und Sehenswürdigkeiten
- siehe auch: Liste der Kulturdenkmale in Dürrröhrsdorf-Dittersbach

### Belvedere

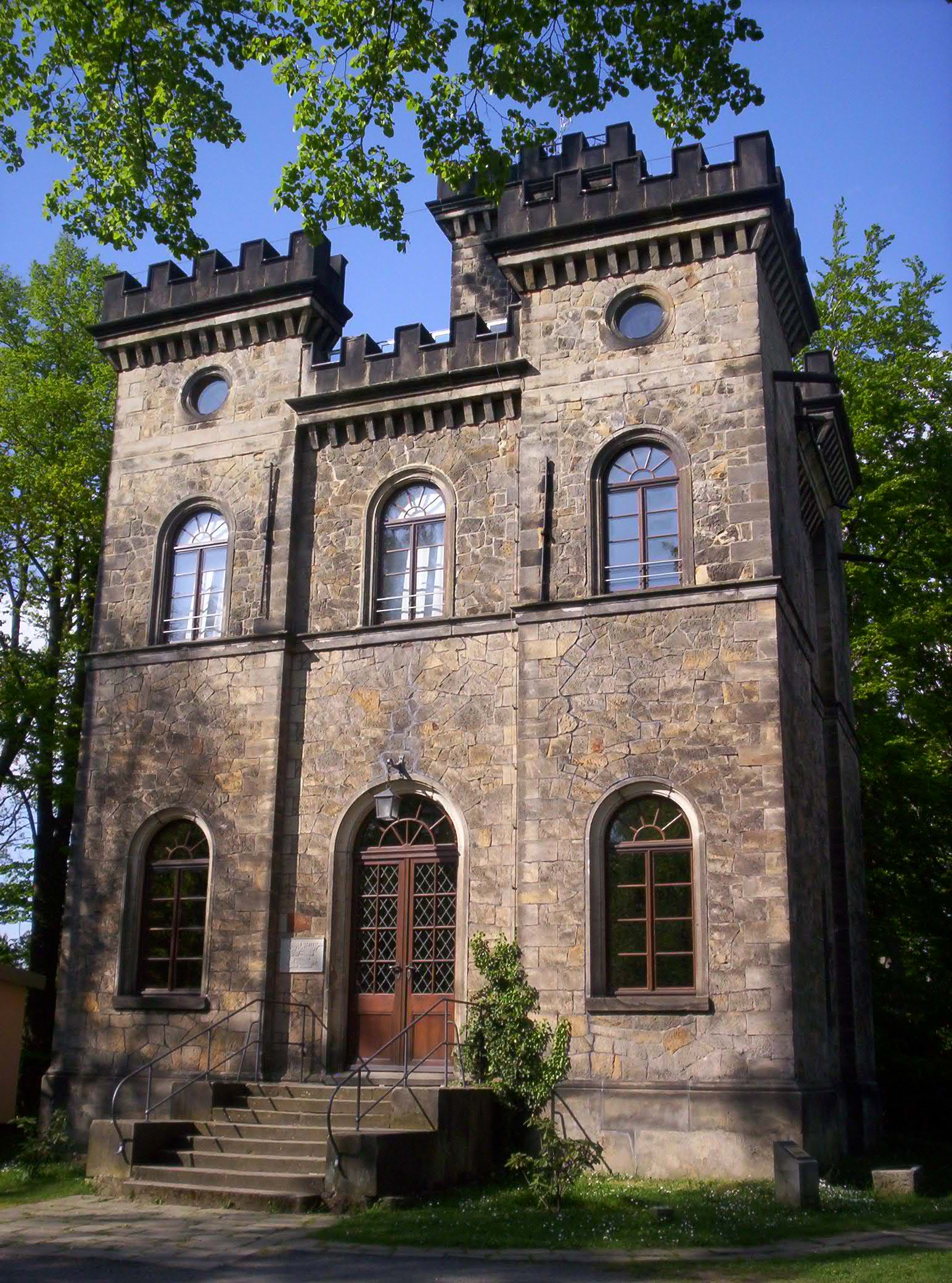
Das Belvedere auf der Schönen Höhe

Besondere Sehenswürdigkeit ist das „Belvedere“ auf der „Schönen Höhe“, ein Turm mit von Carl Gottlieb Peschel gemalten Fresken zu Werken von Johann Wolfgang Goethe, gestiftet vom Dresdner Kunstförderer und Goethe-Verehrer Johann Gottlob von Quandt. Im Turm gibt es eine Ausstellung zur Geschichte des Ortes Dittersbach. Von hier aus kann man über den Ortsteil Elbersdorf ins Tal der Wesenitz hinabsteigen.

### Schloss

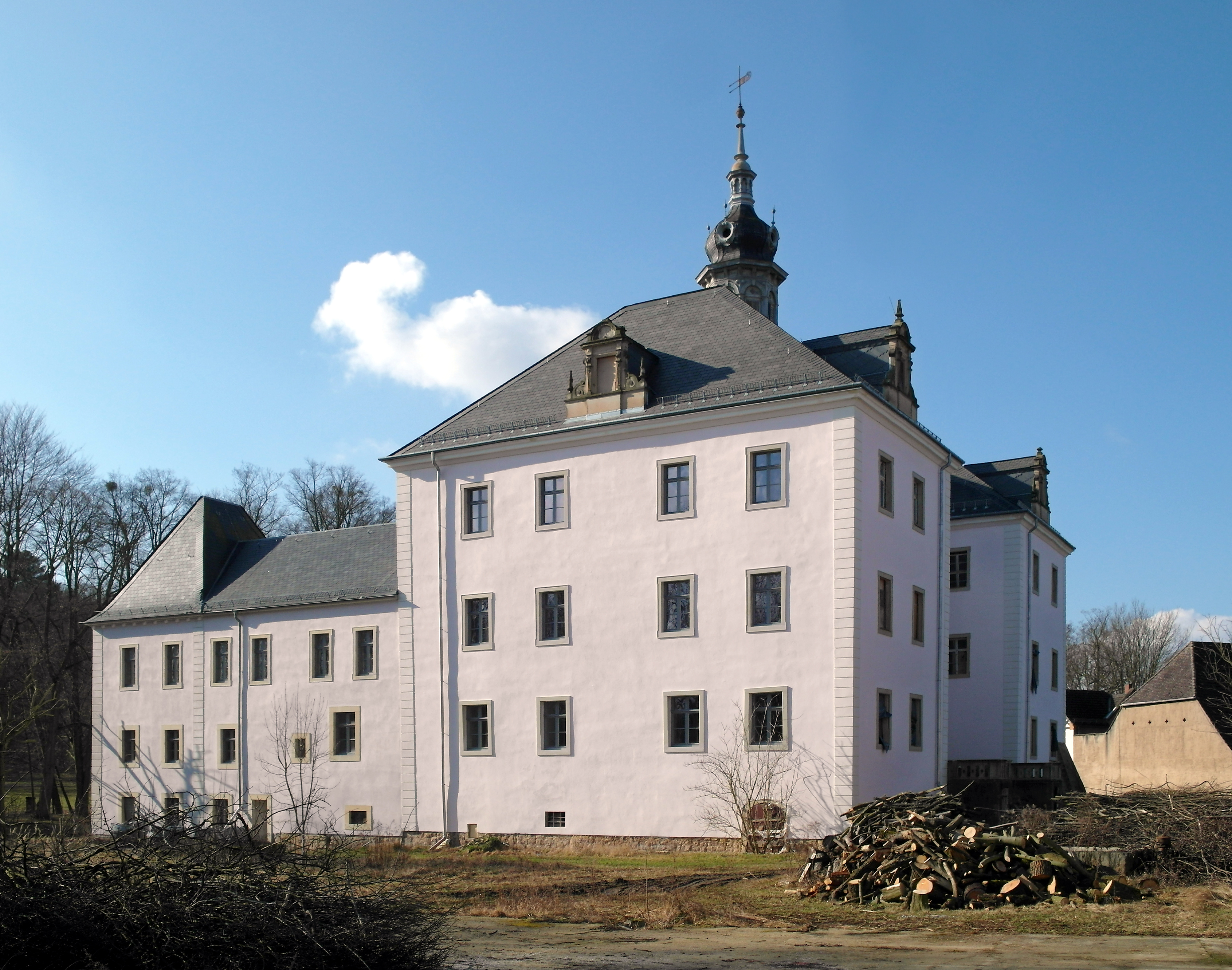
Rittergut Dittersbach, Schloss 2018

Eine weitere Sehenswürdigkeit ist das Dittersbacher Schloss mit seinem Gut und öffentlicher Parkanlage. Das einst vom Verfall bedrohte Schloss wird zurzeit durch einen privaten Investor restauriert.

### Kirche

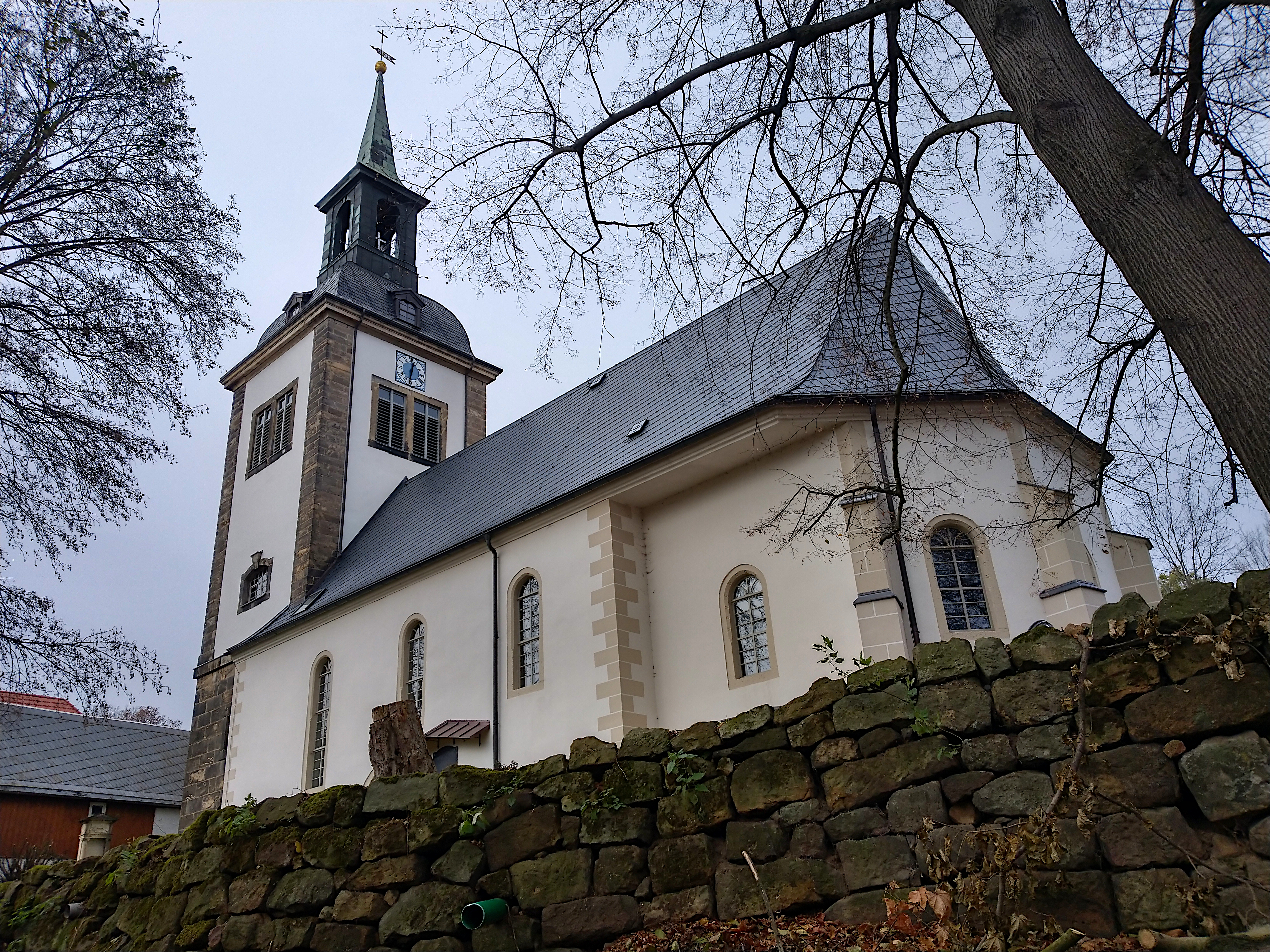
Dittersbacher Kirche von der Südseite

Die Dittersbacher Kirche wurde im Jahr 1662 (wieder)errichtet, nachdem die alte Kirche und das Pfarrhaus 1660 einem Brand zum Opfer gefallen waren. Im Jahr 1722 wurde der Turm fertiggestellt und dabei das Kirchenschiff in den Turm hinein verlängert und 1726 erfolgte der Einbau einer einmanualigen Orgel von Gottfried Silbermann.

### Dittersbacher Jahrmarkt
Der Markt findet seit 1668 immer am Sonntag nach Bartholomäus (24. August) am letzten Augustwochenende statt. In einer alten Überlieferung heißt es, dass der Jahrmarkt einst im Ortsteil Stürza stattfand. Allerdings soll er nach Dittersbach verlegt worden sein, weil zwei Schuhmacher auf dem Stürzaer Markt im Handelsstreit einander erschlugen. Heute präsentieren sich die verschiedensten Gewerbe auf dem Markt. Den Abschluss des Jahrmarktes bildet ein Höhenfeuerwerk am Dienstag nach dem Marktwochenende.
Die Lage des Marktes hat sicher nicht unwesentlich zur Erhaltung dieses traditionellen Jahrmarktes beigetragen, liegt er doch in unmittelbarer Nähe zweier sich kreuzender Handelsstraßen – der von Halle nach Böhmen führenden Salzstraße und der Budissinischen Land- und Poststraße, der heutigen B6.

### Naturschutz
- Siehe auch: Liste der Naturdenkmale in Dürrröhrsdorf-Dittersbach

## Wirtschaft und Infrastruktur

### Verkehr

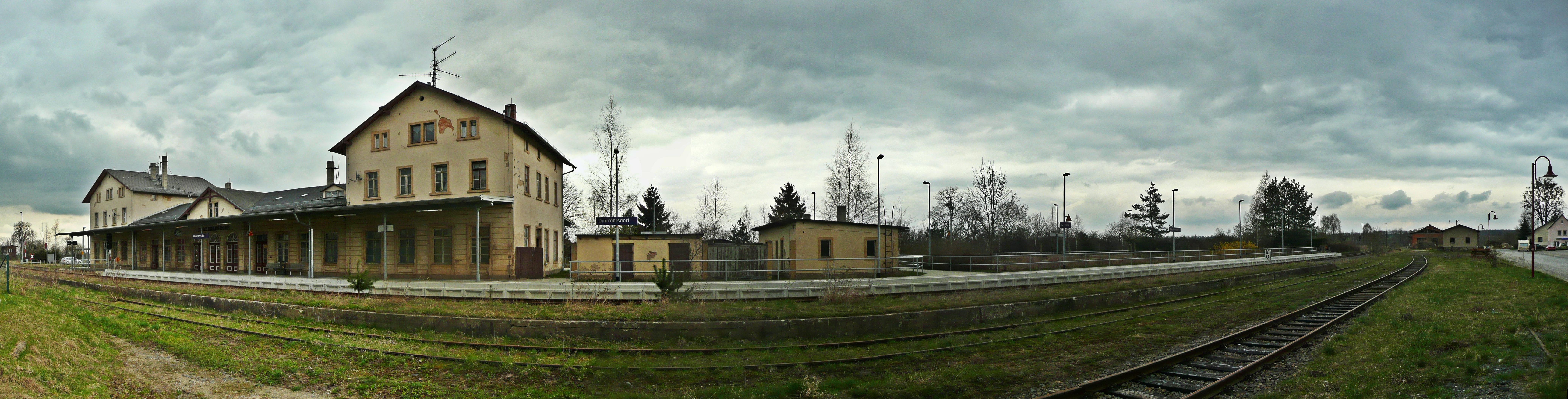
Bahnhof Dürrröhrsdorf

Dürrröhrsdorf-Dittersbach liegt im Verkehrsverbund Oberelbe. Der Bahnhof Dürrröhrsdorf liegt an den Bahnstrecken Kamenz–Pirna, Neustadt–Dürrröhrsdorf und ehemals an der Bahnstrecke Dürrröhrsdorf–Weißig. In der Relation Pirna – Dürrröhrsdorf – Neustadt (Sachs) – Sebnitz verkehren die Regionalzüge (Linie RB71) der DB Regio. Der Abschnitt Arnsdorf – Dürrröhrsdorf der Bahnstrecke Kamenz–Pirna mit dem Haltepunkt Dittersbach (b Dürrröhrsdorf) ist am 1. Februar 2007 stillgelegt worden.
Auf diesem Streckenabschnitt gibt es seit 2018 touristischen Draisinenverkehr. Start und Ziel ist der ehemalige Verladebahnhof an der B6 zwischen Rossendorf und Fischbach.
Vom Ortsteil Wilschdorf aus fährt die Buslinie 261 der Regionalverkehrs Sächsische Schweiz-Osterzgebirge nach Dresden Hbf und Sebnitz.
Am nördlichen Rande des Gemeindegebietes verläuft die Bundesstraße 6 Dresden – Bautzen.

## Persönlichkeiten

### Söhne und Töchter der Gemeinde
- Heinz Kurze (1918–2020), Hochschullehrer
- Gottfried Haase (1923–2014), Politiker (SPD), Landtagsabgeordneter in Baden-Württemberg
- Bernd Großmann (1947–2005), Leichtathletiktrainer